# Mitsubishi ASX
Mitsubishi ASX – osobowy kompaktowy samochód typu SUV produkowany przez koncern Mitsubishi Motors we współpracy z koncernem PSA od 2010 roku. Od 2023 roku produkowana jest druga generacja modelu. 

## Pierwsza generacja

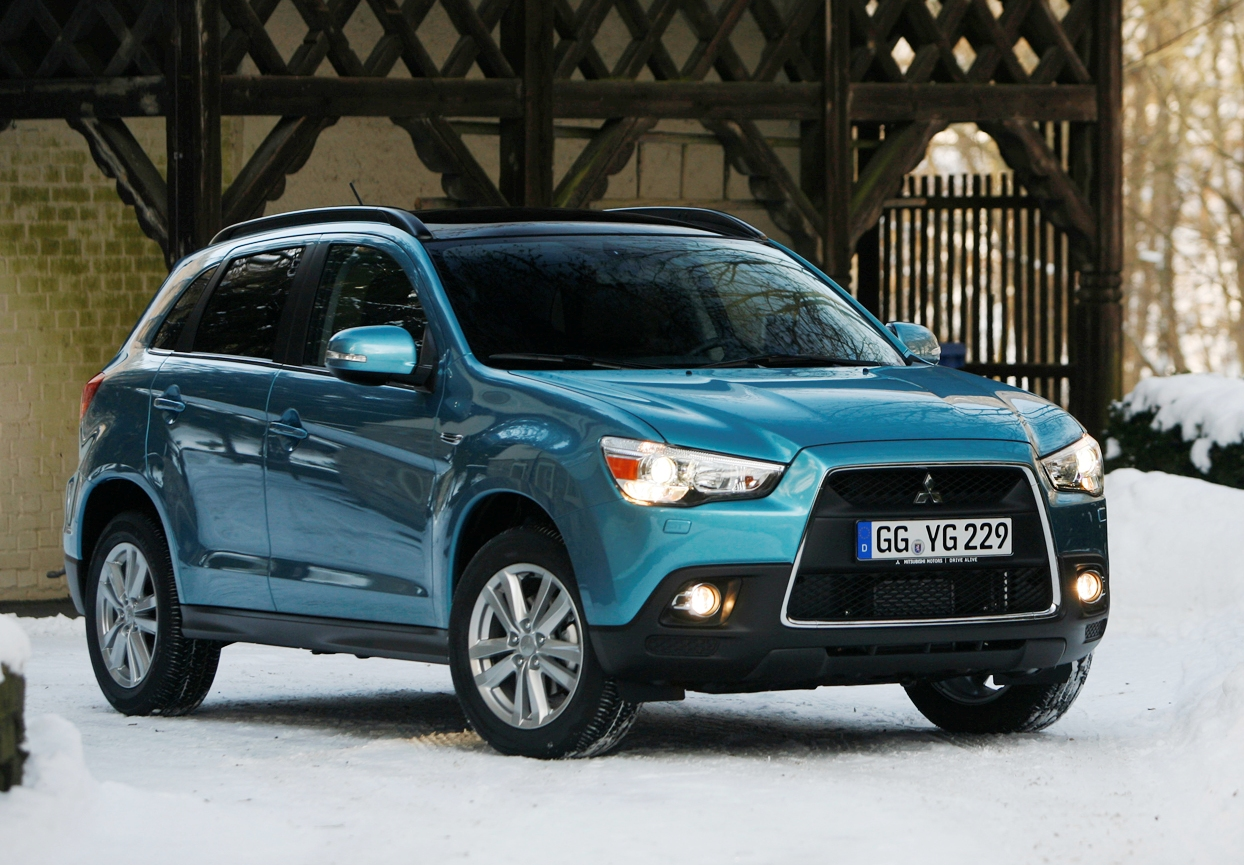
Mitsubishi ASX I przed liftingiem

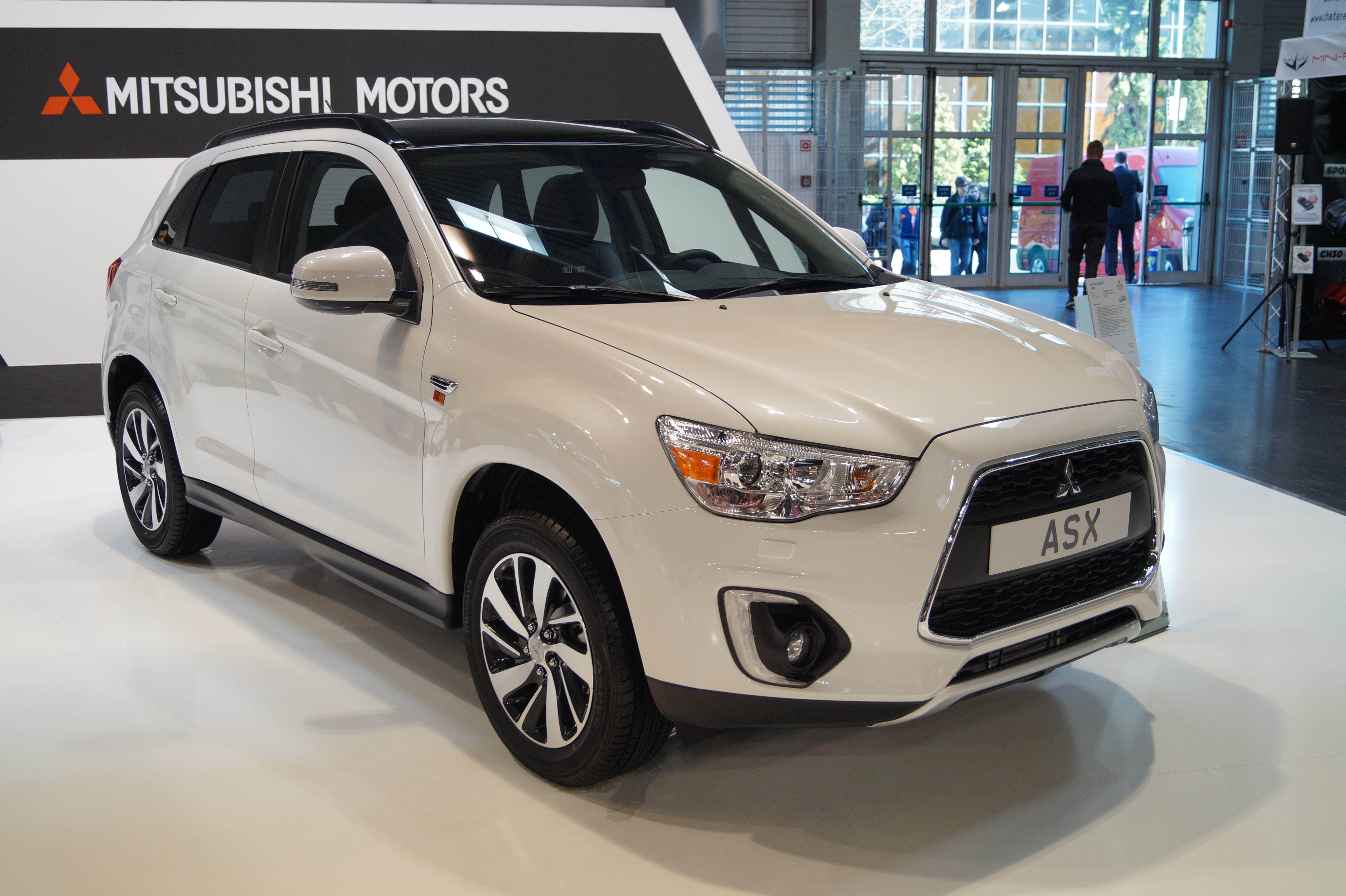
Mitsubishi ASX I po pierwszym liftingu

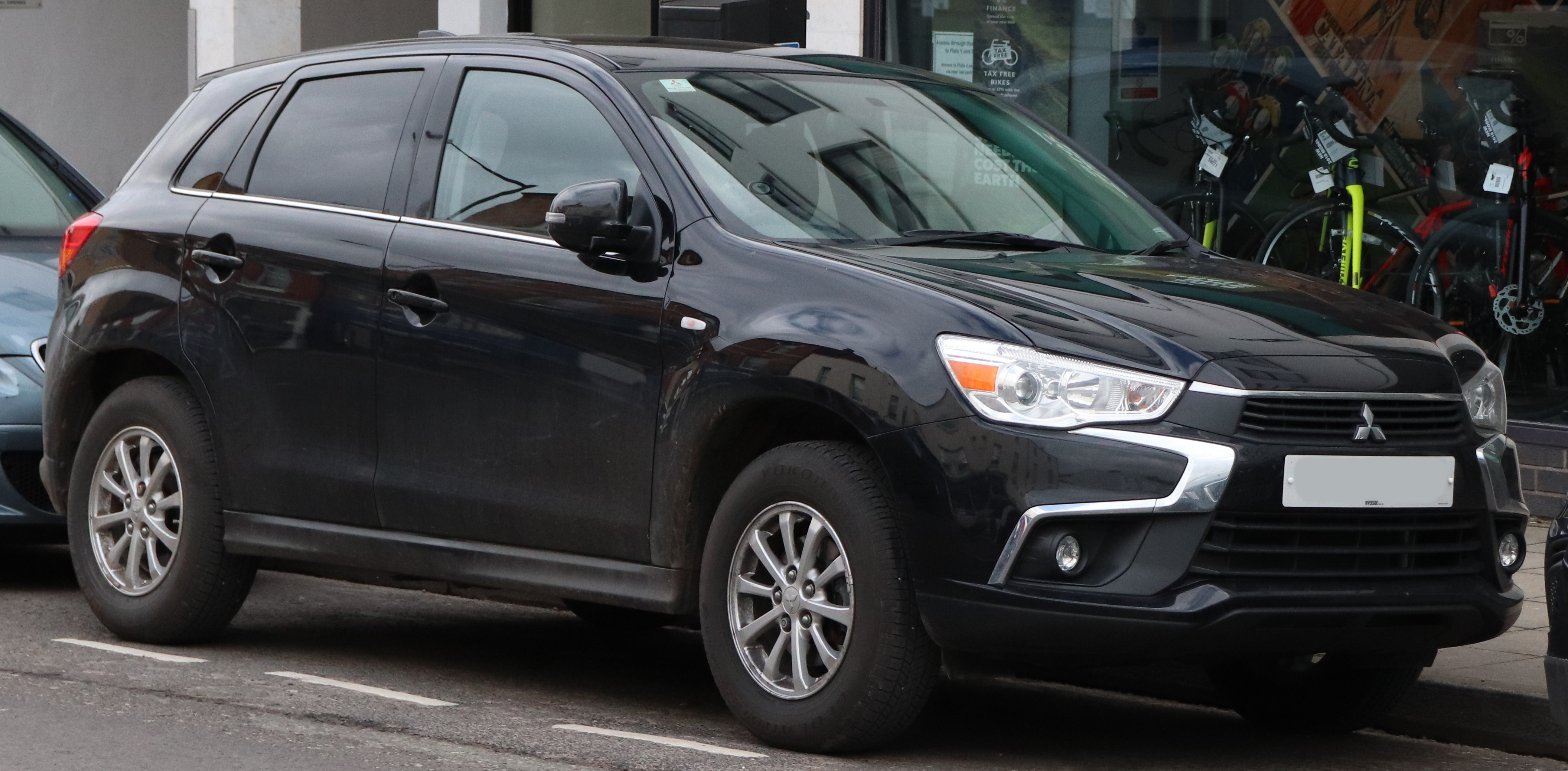
Mitsubishi ASX I po drugim liftingu

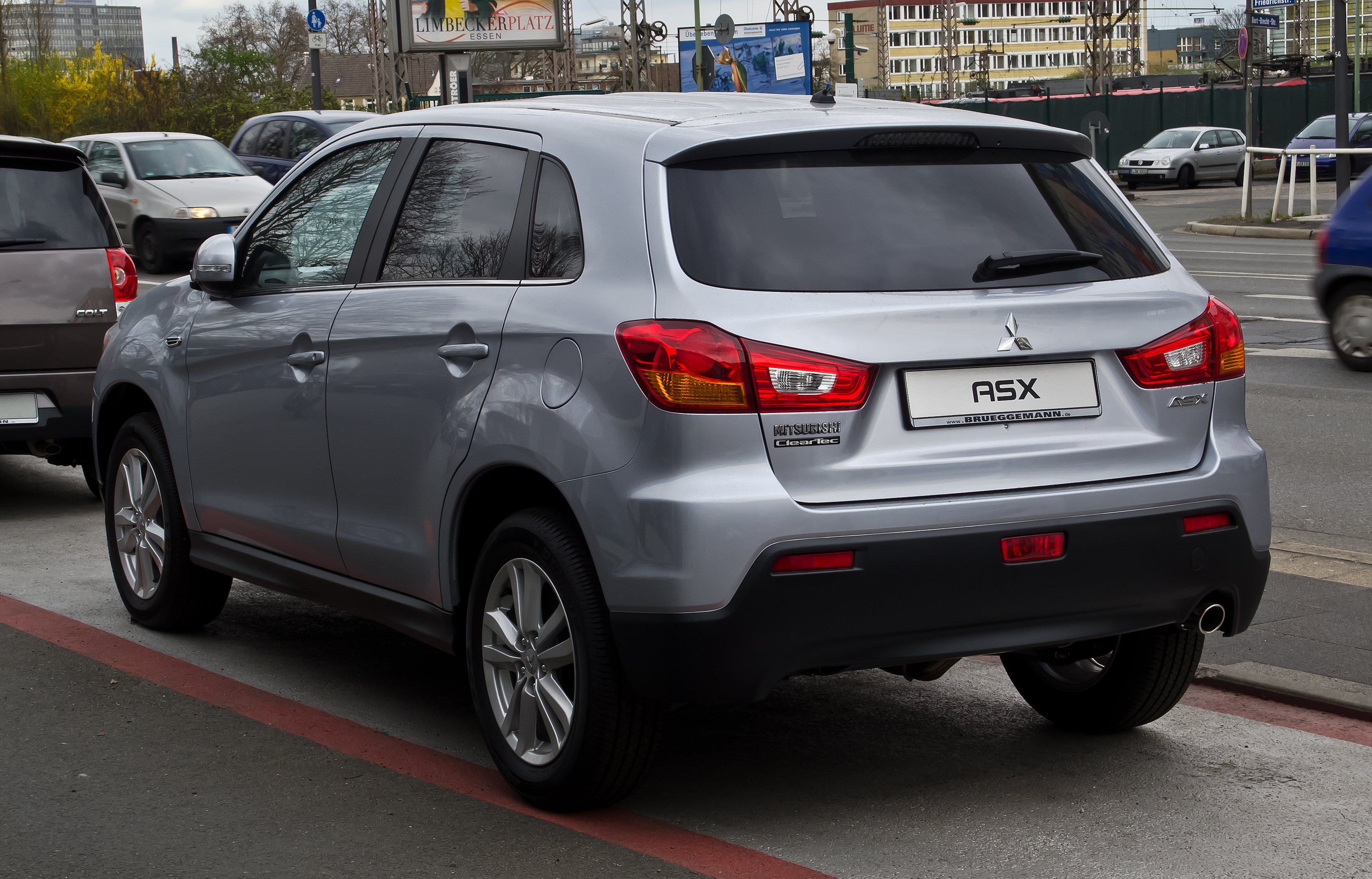
Mitsubishi ASX I przed liftingiem – tył

Model zaprezentowano w marcu 2010 roku podczas targów motoryzacyjnych w Genewie. Auto jest sprzedawane pod trzema nazwami – ASX, RVR oraz Outlander Sport. 
Pojazd jest oparty na prototypie Mitsubishi Concept-cX zaprezentowanym na salonie samochodowy we Frankfurcie w lipcu 2007 roku. Samochód powstał na płycie podłogowej "Project Global", którą wykorzystano m.in. do stworzenia kolejnych generacji Lancera, Lancera Evolution oraz Outlandera. Przód pojazdu wyróżnia charakterystyczna dla marki atrapa chłodnicy typu Jet Fighter, która stylistycznie nawiązuje do myśliwca F-2 produkowanego przez Mitsubishi Heavy Industries, która stała się znakiem rozpoznawalnym modeli drogowych marki m.in. Colta, Lancera, Outlandera.
W teście zderzeniowym Euro NCAP samochód zdobył 5 gwiazdek. ASX otrzymał 86% maksymalnej liczby punktów za ochronę dorosłych, 78% za ochronę dzieci i 60% za ochronę pieszych.
Pod koniec 2011 roku zaprezentowano bliźniacze modele w stosunku do ASX-a spod znaku Citroëna i Peugeota, które powstały we współpracy z francuskim koncernem PSA i oferowane są na rynkach: europejskim, chińskim i australijskim.

### Modernizacje
Podczas salonu motoryzacyjnego w Paryżu w 2012 roku zaprezentowano wersję ASX po lekkim liftingu. Zmiany objęły przede wszystkim przedni i tylny zderzak.

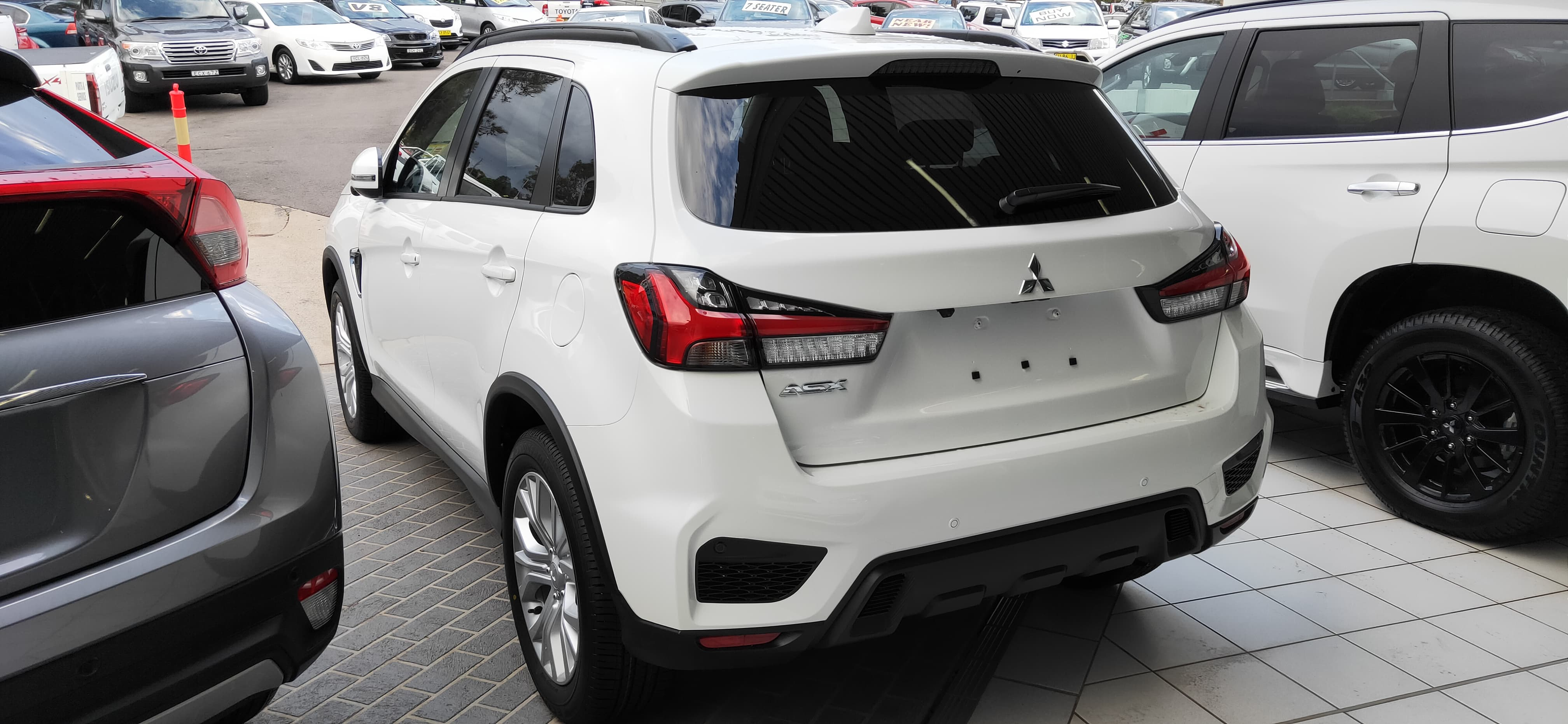
Mitsubishi ASX I po trzecim liftingu – tył

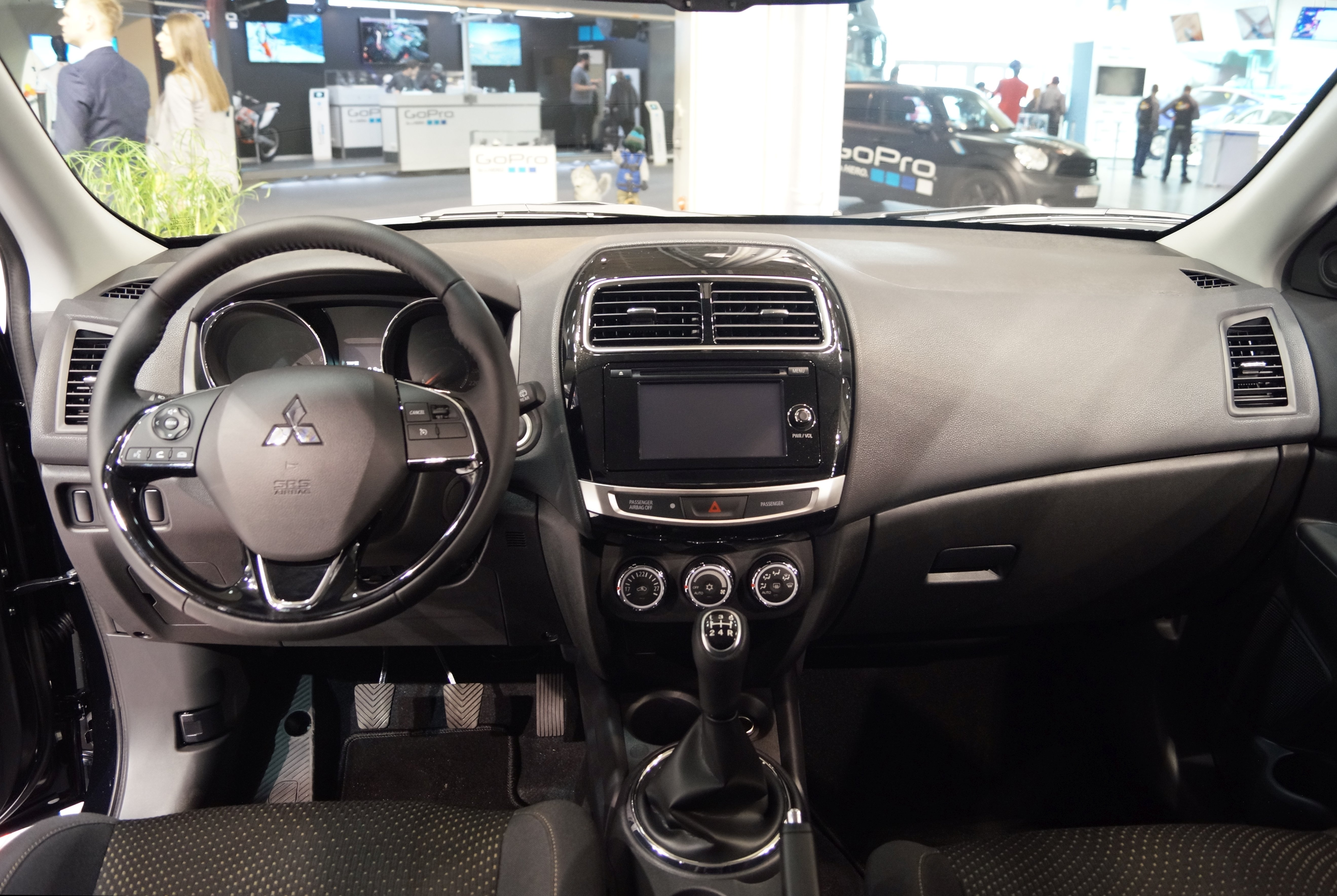
Mitsubishi ASX I po pierwszym liftingu – wnętrze

Na początku 2016 roku przedstawiono samochód po drugiej modernizacji. Przemodelowano przód pojazdu, wprowadzono nowe wzory felg aluminiowych, a wewnątrz poprawiono materiały wykończeniowe, zmieniono kierownicę, oraz system multimedialny.
Kolejną tym razem głęboką modernizację samochód przeszedł w 2019 roku na rok modelowy 2020. Samochód otrzymał zupełnie nowy przód, natomiast z tyłu zmieniono klosze lamp i zderzak. We wnętrzu po raz kolejny zmieniono system multimedialny, oraz zmodyfikowano konsolę centralną. Oprócz tego pojazd otrzymał nowy silnik benzynowy 2.0 150 KM z Outlandera, zastępujący stary silnik 1.6.

### Wersje wyposażenia
- Inform
- Invite
- Intense
- Intense Plus
- Intense Plus Safety
- Intense Plus Navi
- Blue Sky Edition – wersja specjalna
- Black Edition – wersja specjalna
- Insport – wersja specjalna[6]

Standardowe wyposażenie podstawowej wersji Inform obejmuje m.in. 7 poduszek powietrznych, przednie i tylne światła LED, światła do jazdy dziennej LED, czujniki zmierzchu i deszczu, elektrycznie regulowane i podgrzewane lusterka, komputer pokładowy, wspomaganie układu kierowniczego, elektrycznie regulowane szyby przednie i tylne, centralny zamek z pilotem, klimatyzacje manualną, radioodtwarzacz z CD/MP3 i 4 głośnikami, a także zestaw głośnomówiący Bluetooth.
Bogatsza wersja Invite dodatkowo wyposażona jest w m.in. 16-calowe felgi aluminiowe, kamerę cofania, relingi dachowe, kierownicę i gałkę zmiany biegów obszyte skórą, tempomat, oraz system multimedialny z 6,1 calowym ekranem dotykowym.
Kolejna w hierarchii wersja - Intense dodatkowo została wyposażona w m.in. 18-calowe felgi aluminiowe, reflektory przeciwmgielne LED, przyciemniane szyby, klimatyzację automatyczną, a także system multimedialny z 8 calowym ekranem dotykowym i Apple Car Play/Android Auto.
Wersja Intense Plus została dodatkowo wyposażona m.in. w automatyczne światła drogowe, chromowane elementy wykończenia, dostęp bezkluczykowy, podgrzewane przednie siedzenia, oraz elektrycznie składane lusterka.
Topowa wersja Instyle została ponadto wyposażona w m.in. asystent pasa ruchu, system monitorowania martwego pola, dach panoramiczny, a także nawigację satelitarną.

### Silniki[8]
| Silnik                | Pojemność skokowa [cm³] | Typ silnika        | Moc maksymalna [KM] przy obr./min | Maks. moment obrotowy [Nm] przy obr./min | Przyspieszenie 0–100 km/h [s] | Prędkość maks. [km/h] | Lata produkcji          |
| Silniki benzynowe:    | Silniki benzynowe:      | Silniki benzynowe: | Silniki benzynowe:                | Silniki benzynowe:                       | Silniki benzynowe:            | Silniki benzynowe:    | Silniki benzynowe:      |
| --------------------- | ----------------------- | ------------------ | --------------------------------- | ---------------------------------------- | ----------------------------- | --------------------- | ----------------------- |
| 1.6 MIVEC             | 1590                    | R4                 | 117 KM (86 kW) przy 6000          | 154 Nm przy 4000                         | 11,4                          | 183                   | 2010 - 2019             |
| 2.0 MIVEC             | 1998                    | R4                 | 150 KM (110 kW) przy 6000         | 195 Nm przy 4200                         | 10,2                          | 190                   | od 2019                 |
| Silniki wysokoprężne: |                         |                    |                                   |                                          |                               |                       |                         |
| 1.6 DiD               | 1560                    | R4                 | 114 KM (84 kW) przy 3600          | 270 Nm przy 1750                         | 11,2                          | 182                   | 2015 - 2019             |
| 1.8 DiD MIVEC         | 1798                    | R4                 | 116 KM (85 kW) przy 4000          | 300 Nm przy 2000-3000                    | b.d.                          | b.d.                  | 2010 - 2013             |
| 1.8 DiD MIVEC         | 1798                    | R4                 | 150 KM (110 kW) przy 4000         | 300 Nm przy 2000                         | 9,7                           | 200                   | 2010 - 2015             |
| 2.2 DiD               | 2268                    | R4                 | 150 KM (110 kW) przy 3500         | 360 Nm przy 1500-2750                    | 10,8                          | 190                   | 2014 - 2015 2016 - 2019 |

## Druga generacja
Mitsubishi ASX II został zaprezentowany po raz pierwszy w 2022 roku. 

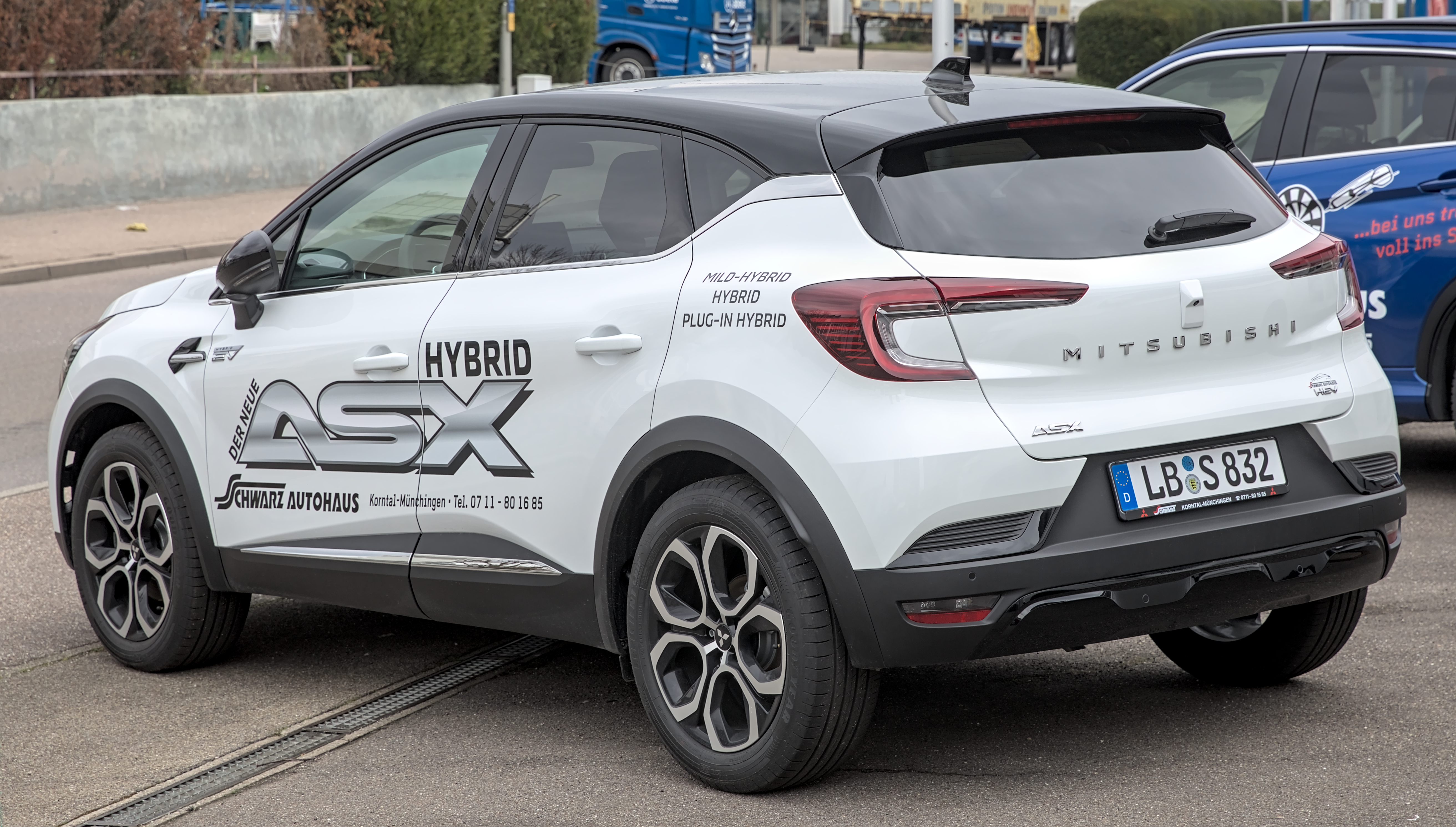
Mitsubishi ASX II – tył

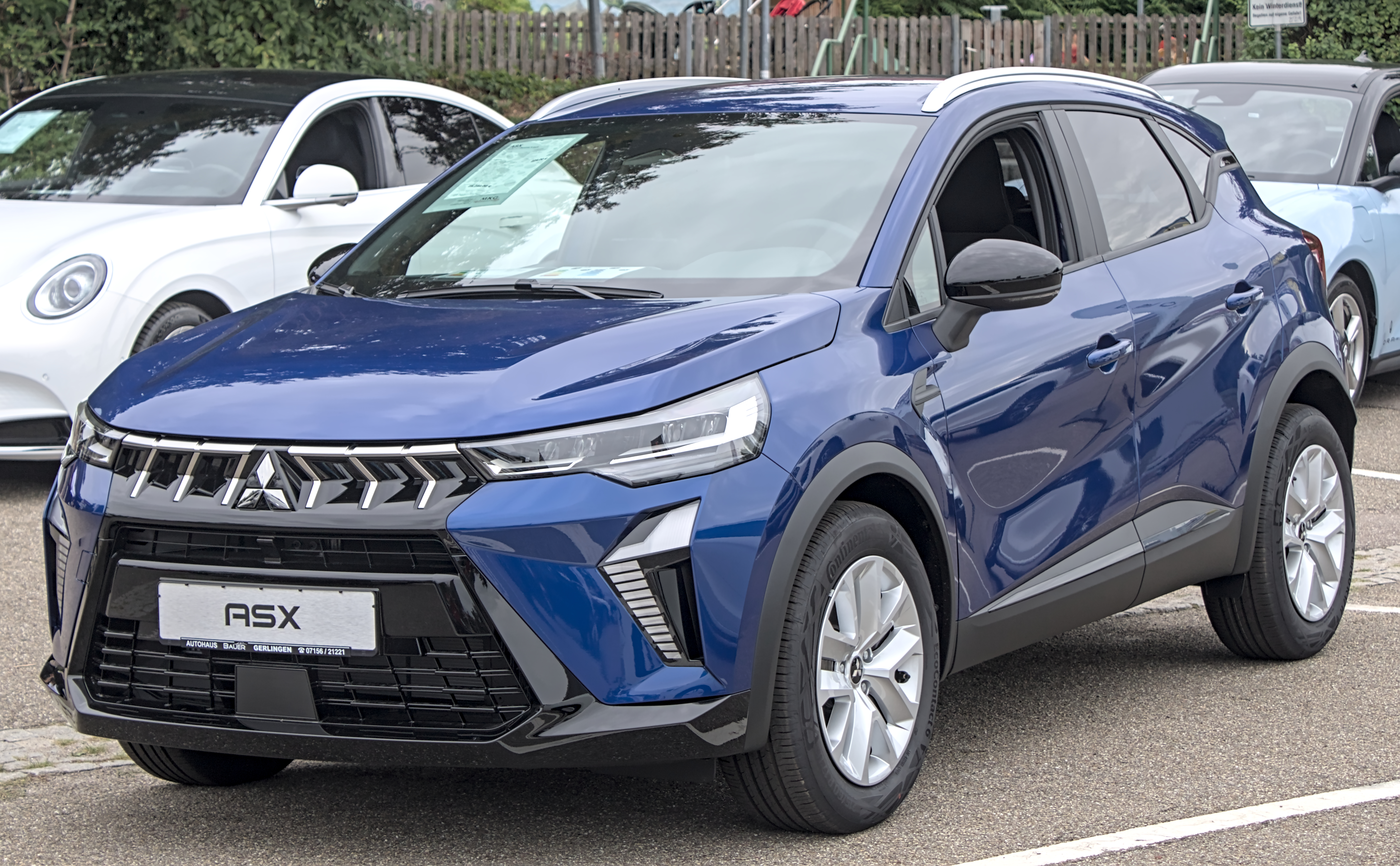
Mitsubishi ASX II po liftingu

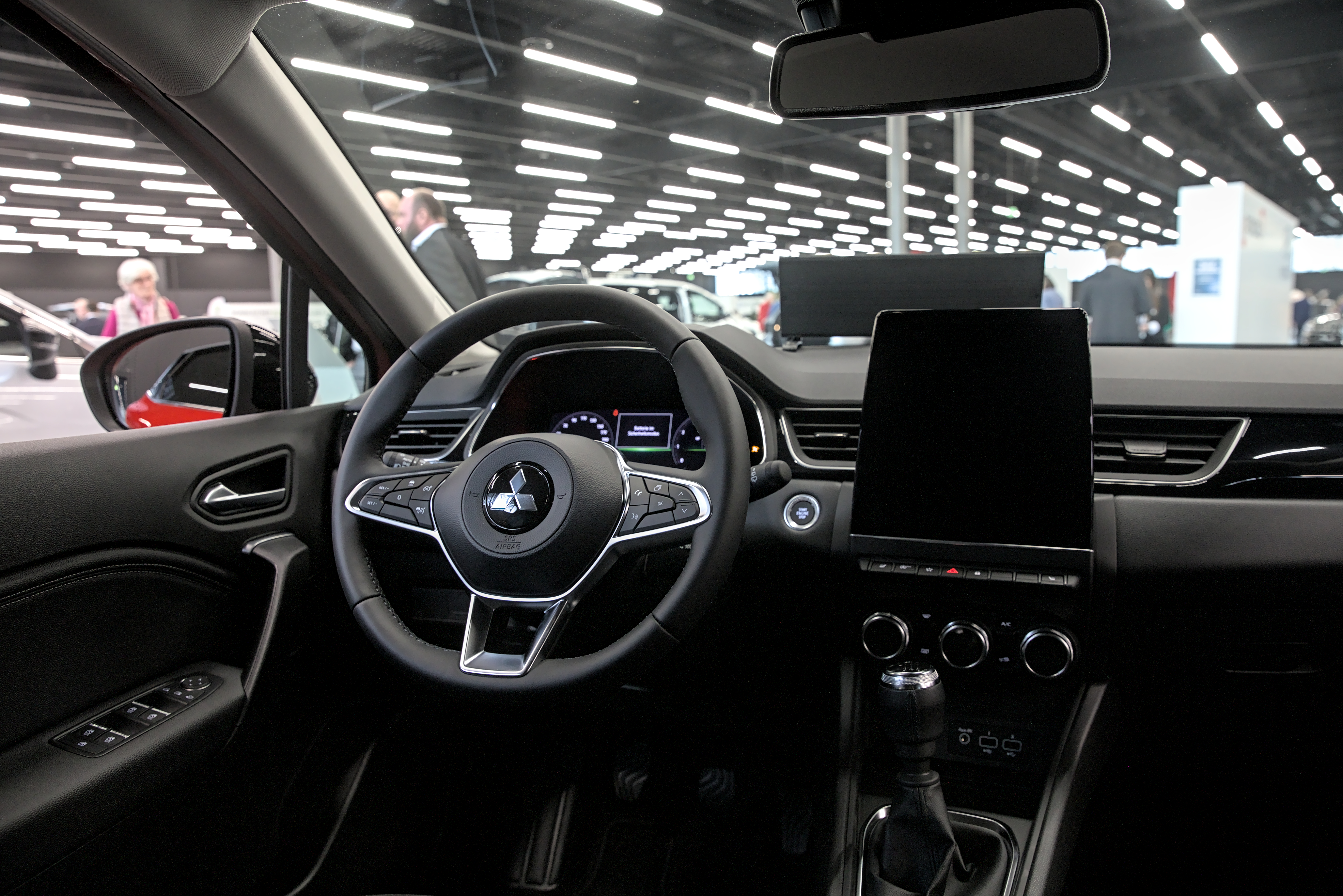
Mitsubishi ASX II – wnętrze

Pierwsze informacje na temat drugiej generacji modelu pojawiły się w styczniu 2022 roku. Samochód oparty jest na platformie CMF-B Aliansu Renault-Nissan-Mitsubishi i w gruncie rzeczy jest bliźniakiem Renault Captur II. Oba modele są produkowane w hiszpańskiejfabryce w Valladolid. Sprzedaż ASX drugiej generacji rozpoczęła się w marcu 2023 roku. Klienci mogą wybierać wśród kilku wersji układu napędowego: benzynowej, benzynowej z instalacją miękkiej hybrydy MHEV, klasycznej hybrydy oraz hybrydy PHEV, ładowanej z zewnętrznego źródła.

### Lifting
W 2024 roku, niecałe dwa lata po oficjalnej prezentacji samochód przeszedł gruntowny lifting. Jego zakres jest podobnie rozległy, co w przypadku bliźniaczego modelu. Z przodu pojawiły się m.in. nowy zderzak, światła LED. Z katalogu zniknął system EasyLink, który zastąpiono OpenR. Natomiast we wnętrzu znalazły się sterowanie klimatyzacją, zmodyfikowane zegary i nowa kolorystyka tapicerek.

### Silniki
| Silnik  | Pojemność skokowa | Typ silnika | Moc maksymalna przy obr./min   | Maks. moment obrotowy przy obr./min | Przyspieszenie 0–100 km/h | Prędkość maksymalna |
| ------- | ----------------- | ----------- | ------------------------------ | ----------------------------------- | ------------------------- | ------------------- |
| 1.0 T   | 999 cm³           | R3          | 91 KM (67 kW) przy 4800–5000   | 160 Nm przy 2000–3750               | 14 s                      | 168 km/h            |
| 1.3 T   | 1332 cm³          | R4          | 158 KM (116 kW) przy 5500–6000 | 270 Nm przy 1750                    | 10,3 s                    | 204 km/h            |
| HEV     | 1598 cm³          | R4          | 143 KM (105 kW) przy 5600      | 148 Nm przy 3200–3600               | 10,6 s                    | 170 km/h            |
| PHEV EV | 1598 cm³          | R4          | 158 KM (116 kW) przy 5600      | 300 Nm                              | 10,1 s                    | 170 km/h            |